# این حسی است که حقیقت می‌دهد
این حسی است که حقیقت می‌دهد (به انگلیسی: This Is What the Truth Feels Like) سومین آلبوم از خواننده اهل ایالات متحده آمریکا گوئن استفانی است که در ۱۸ مارس ۲۰۱۶ منتشر شد.